# 小寺将史
小寺 将史（こでら まさし、1990年6月18日 - ）は、日本の柔道家。石川県出身。階級は66kg級。身長165cm。組み手は左組み。得意技は背負投。

## 経歴
柔道は6歳の時に鶴来坂田道場で始めた。同級生には2010年の世界選手権66kg級チャンピオンの森下純平がいた。幼馴染の森下とは何をやるのも一緒だったという。結果として大学まで同じ進路を歩むことになった。
北辰中学から鶴来高校へ進むと、3年の時にはインターハイ66kg級で優勝を飾った。
2009年に筑波大学へ進学すると、1年の時には全日本ジュニアの決勝で73kg級から66kg級に階級を下げてきた森下を破って優勝を飾った。2年の時の世界団体では決勝こそ出場の出番はなかったが、準決勝の韓国戦で曹準好を判定ながら破るなどしてチームの優勝に貢献した。講道館杯でも決勝で綜合警備保障の福岡政章を破って優勝を飾った。4年の時にはグランプリ・バクーで優勝すると、グランプリ・アブダビでも3位になった。学生体重別の決勝で日体大3年の髙上智史を破って優勝を果たした。体重別団体では2位だった。
2013年には警視庁に入庁すると、2015年の全国警察柔道選手権大会で優勝した。　

## 主な戦績
- 2008年 - インターハイ 優勝
- 2009年 - ドイツジュニア国際 優勝
- 2009年 - 全日本ジュニア 優勝
- 2010年 - 講道館杯 優勝
- 2011年 - 講道館杯 7位
- 2012年 - グランプリ・バクー 優勝
- 2012年 - 学生体重別 優勝
- 2012年 - グランプリ・アブダビ 3位
- 2012年 - 体重別団体 2位
- 2012年 - 講道館杯 5位
- 2015年 - 全国警察柔道選手権大会 優勝

（出典、JudoInside.com）